# كاتيا (توضيح) مولر
كاتيا (توضيح) مولر (بالألمانية: Katja Lange-Müller)‏ (و. 1951  م) هي كاتِبة من ألمانيا، وألمانيا الشرقية، ولدت في برلين، شاركت في Ingeborg Bachmann Award 1986 ‏.

## جوائز
حصلت على جوائز منها:
- جائزة كلايست (2013)
- Wilhelm Raabe Literature Prize [الإنجليزية]‏ (2008)
- جائزة كاسل الأدبية [الإنجليزية]‏ (2005)
- كاتب مدينة ماينتس (2002)
- جائزة إذاعة الجنوب الغربي للمتصدرين [الإنجليزية]‏ (2001)
- جائزة برلين للأدب  [لغات أخرى]‏ (1996)
- جائزة ألفرد دوبلن [الإنجليزية]‏ (1995)
- جائزة كاتب بلدة بيرغن [الإنجليزية]‏ (1989)
- جائزة إنجبورج باخمان [الإنجليزية]‏ (1986).

## وصلات خارجية
- كاتيا (توضيح) مولر على موقع IMDb (الإنجليزية)
- كاتيا (توضيح) مولر على موقع مونزينجر (الألمانية)
- كاتيا (توضيح) مولر على موقع ديسكوغز (الإنجليزية)
- كاتيا (توضيح) مولر في قاعدة بيانات الأفلام على الإنترنت